# Аптамер

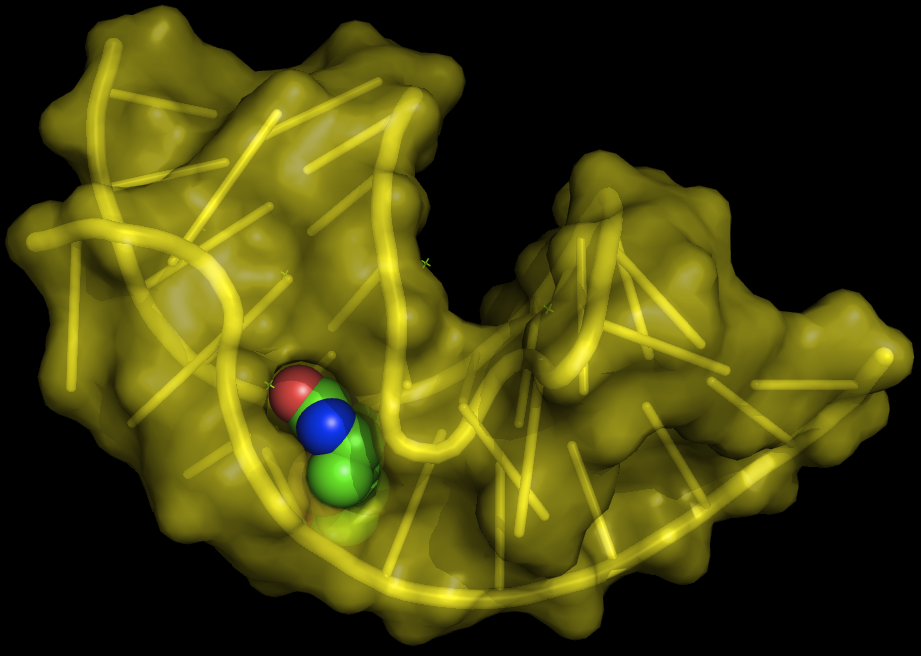
Структура РНК-аптамерів специфічнИХ для біотину. Поверхня аптамерів і хребет показані жовтим кольором. Біотин (сфера) щільно входить в порожнину поверхні РНК

Аптаме́р (англ. aptamer) — у комбінаторній хімії — олігонуклеотид, який може специфічно зв'язуватись з протеїном або іншою ціллю, часто відібраний шляхом повторення циклів збагачень. Приєднаний аптамер дезактивує протеїн, приводячи таким чином до активації чи дезактивації гена. У біохімії використовується при встановленні функцій окремих ділянок протеїнів.

## Застосування
Аптамери можуть бути використані в наступних дослідницьких, діагностичних і терапевтичних завданнях:
1. Для детекції різних молекул — мішеней, як в наукових, так і в діагностичних завданнях. Вони можуть замінити антитіла в Вестерн-блот, у флуоресцентній гібридизації  in situ  і в методі ELISA.
2. Перспективним для діагностики форматом є створення чіпів з безліччю Аптамерів і можливістю одночасної детекції багатьох білків.
3. Для афінного очищення молекул-мішеней.
4. Для ефективного і специфічного інгібування білків-мішеней. Таке інгібування може бути використано як в дослідницьких цілях, так і для створення нових ліків. Деякі такі ліки вже знаходяться на стадії клінічних випробувань.
5. Перспективним напрямком використання Аптамерів є спрямований транспорт ліків. Аптамери в цьому випадку визначають адресність доставки (targeting ligands).